# Liste von Persönlichkeiten der Stadt Waltrop

Wappen der Stadt Waltrop

Diese Liste von Persönlichkeiten der Stadt Waltrop umfasst die Bürgermeister, Ehrenbürger, Söhne und Töchter der Stadt sowie weitere Persönlichkeiten mit Bezug zur Stadt.

## Bürgermeister

### Bürgermeister seit 1857
- 1857–1863: Karl Leppelmann (Amtmann)[1]
- 1866–1895: Alexander Cherouny (Amtmann)
- 1895–1919: Bernard Schwarthoff (Amtmann)
- 1919–1934: Alfred Brockhausen (Amtmann)
- 1934–1940: August Apffelstaedt, NSDAP
- 1940–1945: Paul Lassoff, NSDAP
- zwischen Mai 1945 und 1946: Wilhelm Burbaum, Hermann Press, Fritz Dellwig
- 1946–1949: Wilhelm Predeck, Zentrum
- 1949–1952: Oskar Timm, SPD
- 1952–1953: Wilhelm Predeck, CDU
- 1953–1964: Heinrich Ferkinghoff, CDU
- 1964–1969: Reinhold Mittelstaedt, SPD
- 1969–1971: Theodor Surmann, CDU
- 1971–1975: Hermann Keuter, CDU
- 1975–1999: Hans-Joachim Münzner, SPD
- 1999–2004: Wilhelm Scheffers, CDU
- 2004–2014: Anne Heck-Guthe, SPD
- 2014–2020: Nicole Moenikes, CDU
- 2020-heute: Marcel Mittelbach, SPD

## Ehrenbürger

### Träger des Goldenen Ehrenringes
- Arthur Kalaba †, 6. Januar 1978
- Fritz Schänzer †, 30. August 1984
- Pfarrer Wilhelm Lammers †, 20. Oktober 1993
- Karl-Heinz Merl †, 22. September 1997
- Käthe Engelhaupt †, 19. Mai 2005

### Ehrenbürger
- 8. Oktober 1965: Heinrich Ferkinghoff †, Bürgermeister der Stadt Waltrop 1951–1964
- 29. März 1990: Käthe Engelhaupt †, AWO-Vorsitzende
- 27. Dezember 2007: Jochen Münzner († 2010), Altbürgermeister

## Mit Waltrop verbundene Persönlichkeiten
- Johann Bernhard Klems (1812–1872), Klavierbauer
- Hermann Struck (1892–1951), Politiker, Mitglied des Landtags von Schleswig-Holstein
- Theodor Rensing (1894–1969), Historiker und Denkmalpfleger
- Dionora Uhlenbrock (1901–1944), Steyler Missionsschwester und Märtyrin
- Hermann Breucker (1911–1974), Grafiker und Bildhauer
- Heinrich Linkholt (* 27. August 1913, † 12. September 1992), Priester, päpstlicher Ehrenkaplan, Ehrendechant von Bottrop, Ehrendomherr der Essener Kathedralkirche
- Geribert E. Jakob, Professor der Medieninformatik an der Hochschule Darmstadt
- Theodor Winkelmann (* 1945), Brigadegeneral der Bundeswehr
- Hermann Schulte-Sasse (* 1948), Mediziner und Politiker
- Roswitha Müller-Piepenkötter (* 1950), Politikerin (CDU), ehemalige Justizministerin von Nordrhein-Westfalen
- Leo Langer (1952–2024), Organist, Dirigent und Komponist
- Dietmar Otto (* 1955), ehemaliger Fußballspieler (u. a. Borussia Dortmund)
- Helmut Rehmsen (* 1955), Moderator, freier Journalist, WDR Fernsehen Hier und Heute (1990 bis 1992), seit April 2001 Wirtschaftsmagazin markt
- Ludger Jonas (* 1957), katholischer Pfarrer und Domkapitular des Bistums Münster
- Alfons Kenkmann (* 1957), Professor der Geschichtsdidaktik an der Universität Leipzig, Träger des Bundesverdienstkreuzes am Bande
- Matthias Hues (* 1959), Schauspieler
- Gabriele Warminski-Leitheußer (* 1963), Politikerin (SPD)
- Christoph Korte (* 1965), Ruderer
- Torsten Sträter (* 1966), Schriftsteller, Slam-Poet und Kabarettist
- Dagmar Wieczorek (* 1967), Professorin und Fachärztin für Humangenetik, Universität Duisburg-Essen
- Sylvia Dördelmann (* 1970), Ruderin
- Frank Schwabe (* 1970), Politiker (SPD), MdB, Staatssekretär
- Mario Plechaty (* 1972), Fußballtrainer und ehemaliger -spieler
- Holger Stromberg (* 1972), Küchenmeister, Fernsehkoch und Autor
- Michael Masberg (* 1982), Regisseur und Autor
- Sara Nanni (* 1987), Politikerin (Grüne) und Bundestagsabgeordnete
- Alexander Baumjohann (* 1987), Fußballspieler
- Jenny Bach (* 1987), Theater- und Fernsehschauspielerin